# Alhambra, London
Alhambra var en nöjeslokal vid Leicester Square i London.
Alhambra öppnades 1854 och under den tiden erbjöd lokalen främst varieté, enklare musikteater och akrobatik. Sin storhetstid hade Alhambra 1890-1910, då den räknades som Londons främsta Music hall. Alhambra revs 1936.